# 遠距小行星
遠距小行星或遙遠的天體是指在外太陽系的木星之外發現的任何小行星，但它們通常不被認為是小行星。這個總括術語被國際天文學聯合會的小行星中心（MPC）使用這個名詞總括外太陽系中已發現的天體，並負責這些天體的識別、命名和軌道計算。迄2020年7月，維護的資料庫內已經有3929顆遠距天體。
多數的遠距小行星是海王星外天體和半人馬小行星，相對的只有少數是 達摩克型小行星、海王星特洛伊或天王星特洛伊。所有遠距小天體的半長軸（與太陽的平均距離）都大於6天文單位。這個門檻值剛剛超過木星軌道（5.2天文單位），確保可以將絕大多數"真正的小行星"，像是近地天體、火星軌道穿越小行星、主帶小行星、和特洛伊小行星等族群，從遠距小行星中排除。

## 外部連結
- Data base query form （页面存档备份，存于）, Minor Planet Center
- Orbital Plot – locations and orbits of distant objects （页面存档备份，存于）, Minor Planet Center